# Sneem
Pour les articles homonymes, voir Sneem.
Sneem (en irlandais : An tSnaidhm, le nœud) est un village  situé dans la péninsule d'Iveragh, dans le comté de Kerry, en Irlande.

## Géographie
La localité est située sur le fleuve Sneem qui lui a donné son nom et à proximité de son estuaire. La route nationale N70 traverse l'agglomération.
Le village fait partie de la circonscription électorale du sud et de l'ouest du Kerry et se situe dans la circonscription de Dail Eireann, comté de Kerry.

## Toponymie
Le nom irlandais du village  An tSnaidhm signifie « le nœud » en anglais. 
Plusieurs explications sur le nom ont été proposées :
- La première est qu'un tourbillon en forme de nœud aurait lieu lorsque la rivière Sneem rencontre les courants de la baie de Kenmare dans l'estuaire, juste en dessous du village.

- Une autre explique que le village de Sneem comprend deux places, nord et sud. Vu du ciel, un pont situé au centre du village sert de nœud entre les deux carrés[1].

## Histoire

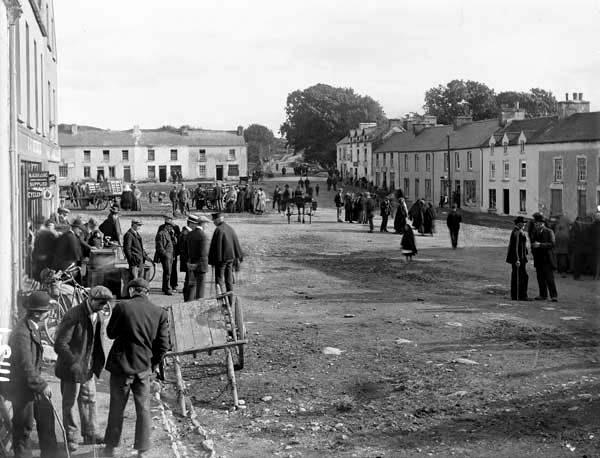
Sneem, place du marché, photo prise entre 1880 et 1914

Un ouvrage, Sneem, The Knot in the Ring, est consacré à l'histoire locale.
En l'an 2000, une capsule a été enterrée pour être rouverte en 2100.

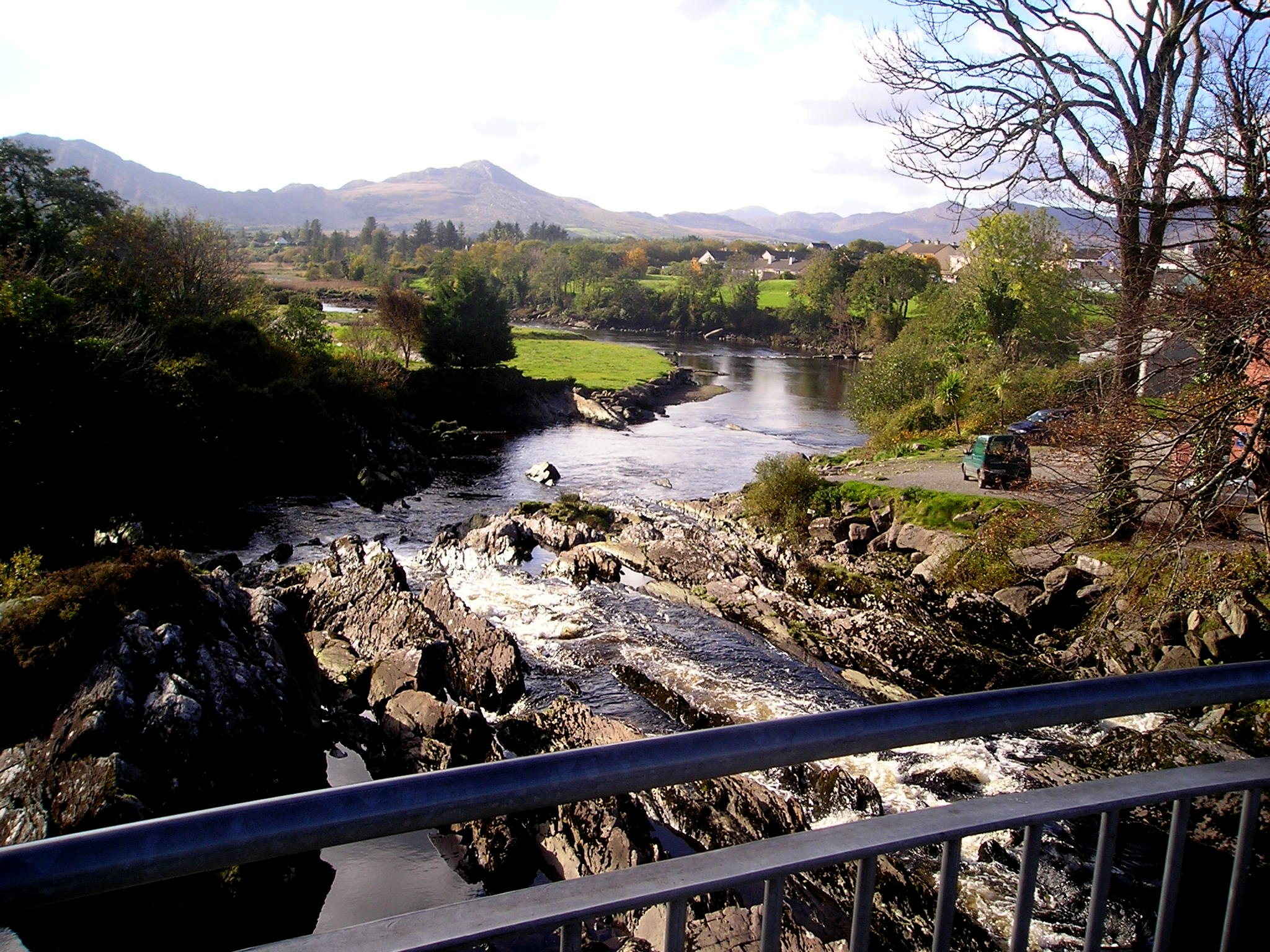
Le pont près du square.

### Sneem et le Général de Gaulle

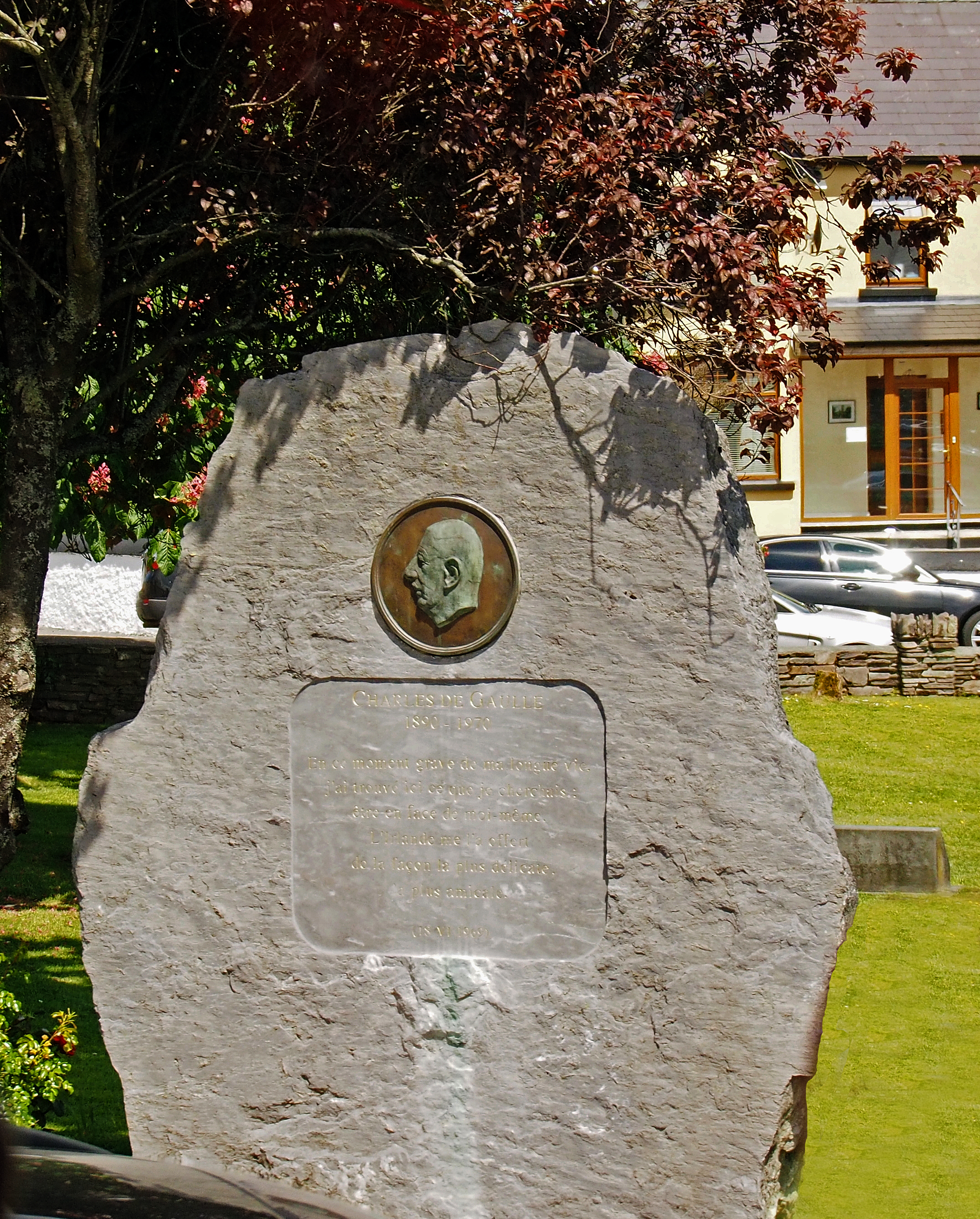
Monument au général de Gaulle à Sneem.

Après le rejet du Référendum du 27 avril 1969, le Général de Gaulle quitte le pouvoir, puis il séjourne à Sneem en compagnie de son épouse et de son aide de camp François Flohic, alors capitaine de frégate,  en mai 1969. Le séjour fut préparé dès janvier 1967 dans le plus grand secret par son directeur de cabinet Xavier de La Chevalerie.  
Le samedi 10 mai 1969, le couple présidentiel embarque, vers neuf heures, à bord d'un Mystère 20 du GLAM depuis la base aérienne 113 de Saint-Dizier à destination de l'aérodrome de Cork où l' atterrissage a lieu vers 10 h 50. Son chauffeur habituel, Paul Fontenil, les conduit à bord d'une voiture de location, vers le modeste hôtel de Heron's Cove, au bord de la baie de Kenmare, un peu en dehors du village,, où ils arrivent vers 13 H 00. Le 11 mai, une messe est dite pour le couple présidentiel dans une pièce de l'hôtel au rez de chaussée, vers midi, par le père Flavin, curé de Sneem. Le 12 mai, M. Bitard, un des conseillers de l'ambassade de France à Dublin, déjeune avec le couple présidentiel. Est également présent au déjeuner  M.O ' Sullivan, du service du Protocole du ministère irlandais des affaires étrangères. Le jeudi 15 mai, le couple présidentiel assiste à nouveau à une messe au sein de l'hôtel où ils résident. Le 16 mai, arrivent auprès du couple présidentiel le colonel Desgrées du Lou  et à nouveau M. Bitard qui, les deux, quittent Sneem le 17 mai dans la matinée. Le 18 mai, le couple présidentiel se rend à la messe au sein de l'église de Sneem. Le mardi 20, les formules de vote de procuration pour le premier tour fixé au 1er juin et le second tour prévu le 15 juin de l'élection du président de la République parviennent au couple présidentiel et aux personnes qui les accompagnent. Le 21 mai, le couple présidentiel prend son déjeuner avec M. Dillon, directeur du protocle de la république d'Irlande.      
Le 23 mai 1969, dans la matinée, le général quitte Sneem pour se rendre dans le comté de Galway, où il séjourne dans le petit  village de Cashel.

## Tourisme
Sneem est un lieu de tourisme situé dans l'Anneau du Kerry, circuit circulaire de 170 km, il emprunte les routes N70, N71 et R562. Au départ de la ville de Killarney, il passe tour à tour par : Kenmare, Sneem, Waterville, Cahersiveen et Killorglin.
Le fort de Staigue se trouve à 5 km de Sneem.

## Photothèque

Un haut-lieu du tourisme irlandais.
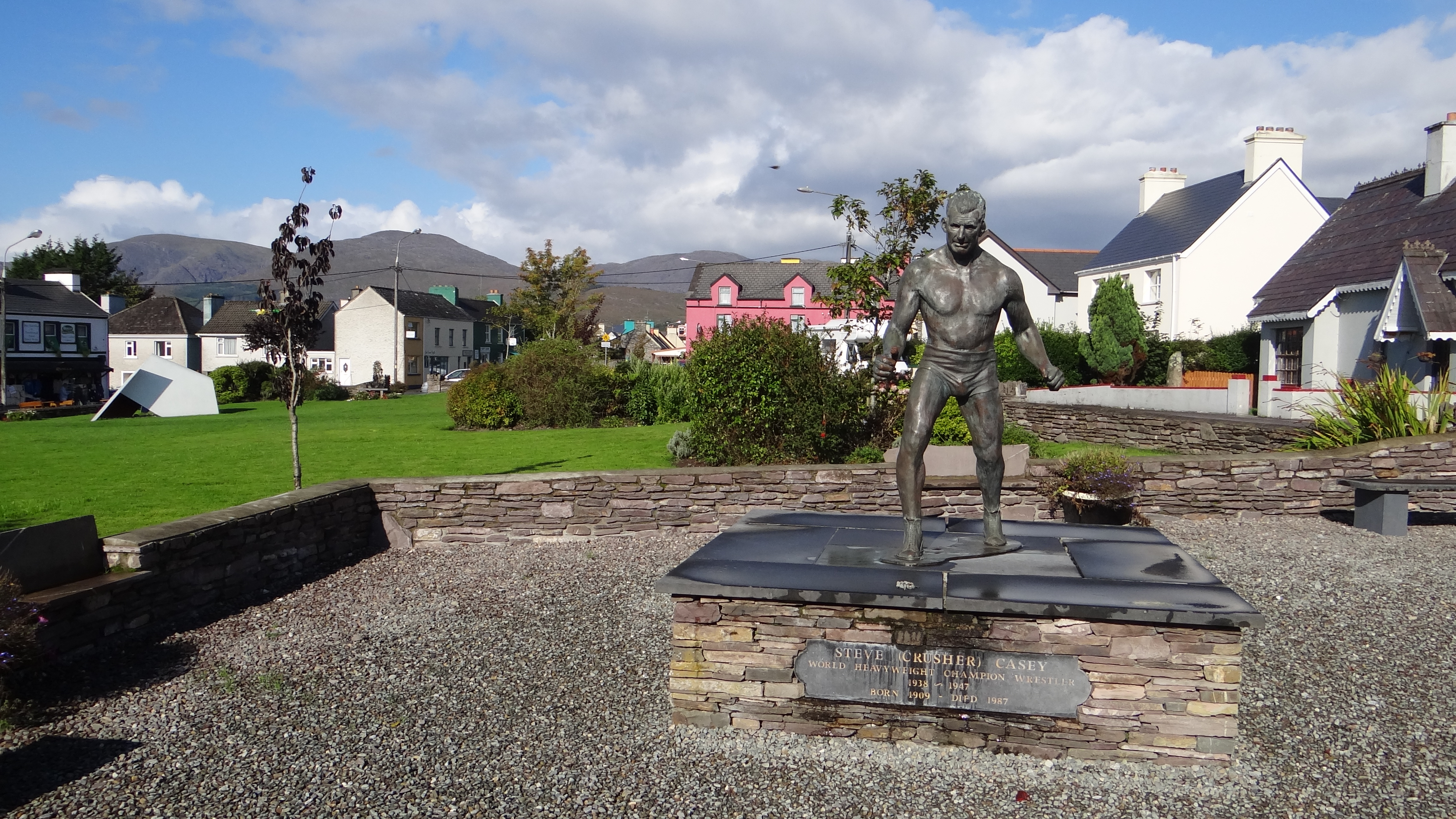
Steeve Casey, double champion du monde de lutte.
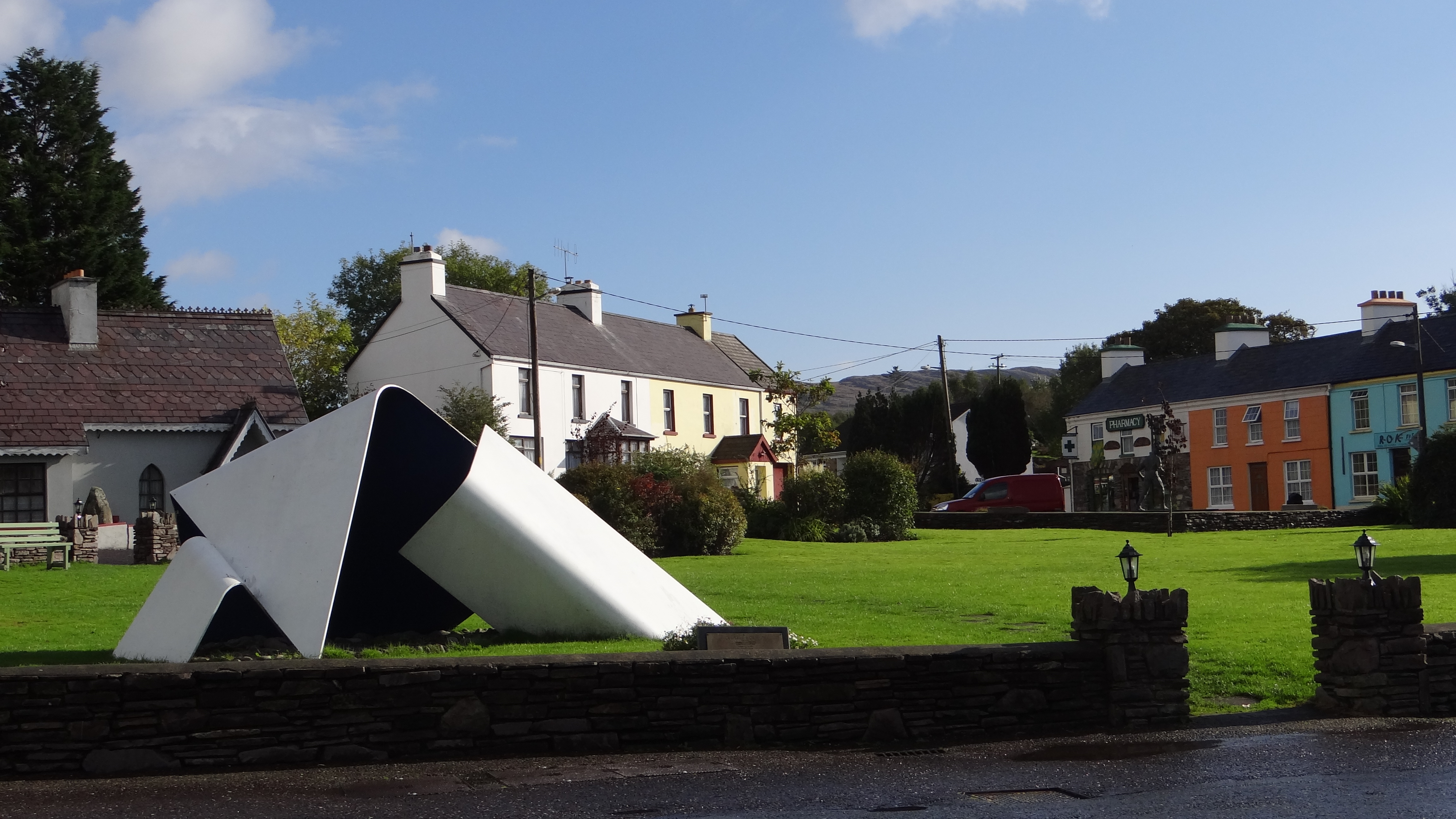
Sculpture en face de l'église Saint-Michel.
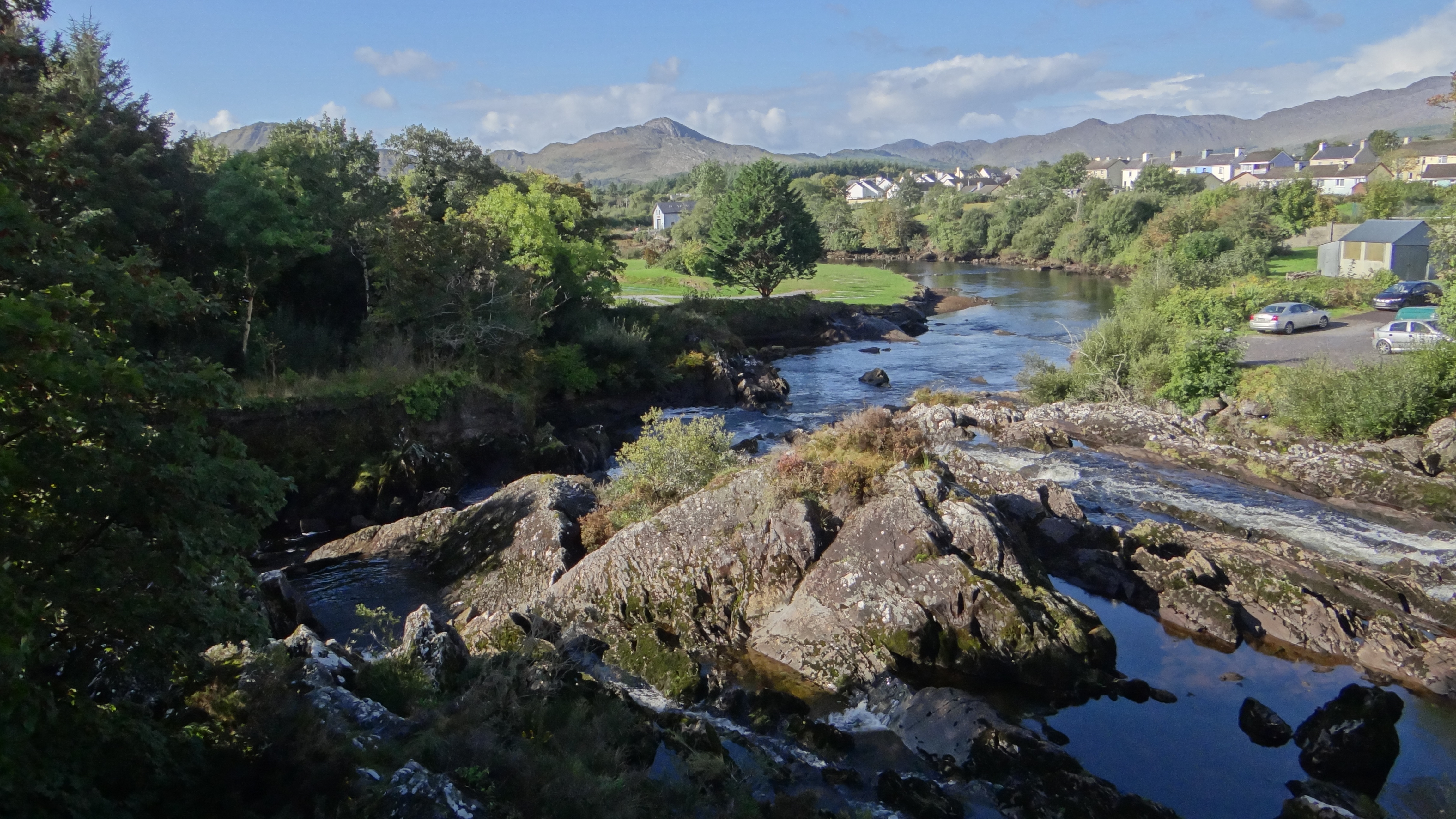
Le village longe le fleuve.
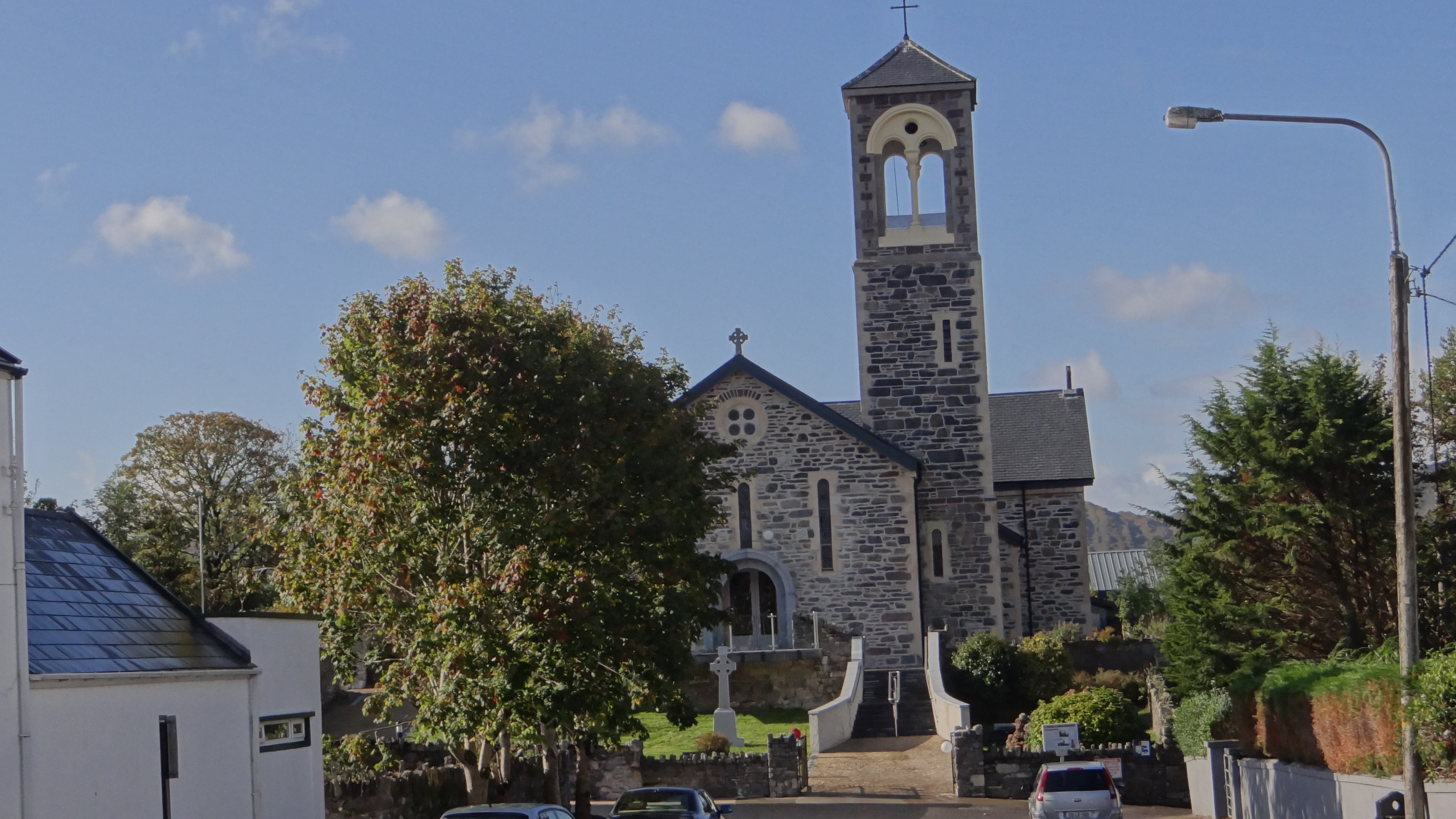
L'église Saint-Michel.

- Photos anciennes sur Europeana :« Photothèque de Sneem », sur Europeana (consulté le 26 octobre 2014)